# Trend sekularny
Trend sekularny – tendencje zmian zachodzących między pokoleniami, obejmujące zmiany w rozwoju biologicznym zachodzące pod wpływem rozwoju cywilizacji. Jest to zjawisko nieewolucyjne, pozbawione podłoża genetycznego, 
ma charakter adaptatywny (przystosowawczy).
Trend sekularny obejmuje trzy wątki:
- zmianę kolejności etapów rozwoju,
- akcelerację rozwoju (przyspieszenie rozwoju i dojrzewania),
- retardację procesów starzenia się (procesów inwolucyjnych).

W najnowszej historii najwyraźniej odnotowano tendencję do zwiększania się wysokości ciała (dzieci przerastają rodziców) i szybszego dojrzewania (np. obniżanie się średniego wieku menarche).